# Carli de Murga
Carlos Alberto Martinez de Murga Olaivar (Puerto de Santa María, Cádiz, 30 de noviembre de 1988), más conocido como Carli de Murga, es un futbolista hispano-filipino que juega en la demarcación de defensa para el One Taguig F. C. de la Philippines Football League. Es internacional con la selección de fútbol de Filipinas.

## Trayectoria
Nacido en El Puerto de Santa María, Cádiz, de padre español y madre filipina, Cali de Murga es un jugador formado en la cantera del Cádiz C. F. Tras acabar su etapa juvenil en 2007, formó parte del Cádiz Club de Fútbol "B" en Tercera División durante la temporada 2008-09. Durante la temporada 2009-10 jugaría en el Atlético Sanluqueño y más tarde, en el Racing Club Portuense en la temporada 2010-11, en la que le llegaría la oportunidad para debutar con la selección de fútbol de Filipinas a las órdenes del técnico alemán Michael Weiss.
En enero de 2012 se marchó a Filipinas para firmar con Global Cebu F. C. para disputar la temporada 2011-12 de la United Football League (UFL). Hizo su debut en la victoria por 2-1 contra el Philippine Army F. C. Marcó su primer gol en la victoria por 5-1 contra el Manila Nomads Sports Club.  El 31 de marzo de 2012 anotó un triplete contra el Kaya que resultó en una victoria por 5-1.
En febrero de 2014 firmó por el Ceres-Negros F. C. durante tres temporadas. En el momento de la firma, estaba recuperándose de una lesión de ligamento cruzado anterior en la rodilla derecha que le impedía jugar al fútbol durante cinco meses. Debutó contra Manila Jeepney F. C. Fue utilizado como sustituto de Angelo Marasigan en el minuto 69 en una victoria por dos goles a uno.
Ayudó al club a ganar la Copa UFL FA League 2014 al derrotar a Global Cebu F. C. en la final disputada el 6 de noviembre con un marcador de 2–1. En el mismo partido,  sufrió una lesión en la rodilla izquierda que le obligó a abandonar nuevamente el fútbol competitivo durante aproximadamente un año y dos meses. Se barajó su posible retirada del fútbol pero De Murga volvería a aparecer a principios de 2016 en un amistoso disputado en Singapur. 
Permaneció en la plantilla de Ceres-Negros F. C. hasta enero de 2020, que pondría fin a su etapa de 6 años en el conjunto filipino.
Entonces se confirmó su fichaje por Chonburi Football Club de la Liga de Tailandia hasta el 30 de noviembre de 2020. A finales de ese mismo año se fue a Malasia para jugar en el Terengganu F. C. El 20 de enero de 2022 cambió de equipo, pero no de país, ya que recaló en el Johor Darul Takzim F. C. Un año después firmó por el Kelantan FA.
El 12 de junio de 2023 se unió al PS Barito Putera que militaba en la Liga 1 de Indonesia. Allí estuvo una temporada y en septiembre de 2024 regresó a Filipinas para jugar en el One Taguig F. C.

## Selección nacional
En septiembre de 2011 fue convocado para disputar la Copa Long Teng 2011 y por el equipo sub-23 de Filipinas para los Juegos del Sudeste Asiático 2011. En la Copa Long Teng, hizo su debut internacional con la selección absoluta en el empate 3–3 contra Hong Kong. 
El 16 de marzo de 2012, en un partido de semifinales contra Turkmenistán en la Copa AFC Challenge 2012, tuvo que ocupar la posición de portero en la segunda mitad después que Neil Etheridge fuera expulsado del campo después de recibir una tarjeta roja directa. 
El 12 de junio de 2012 marcó su primer gol internacional para Filipinas en una victoria por 3-0 contra Guam. Anotó una vez más contra Macao el 27 de septiembre de 2012 en una victoria por 5-0 en la Copa de la Paz de Filipinas de 2012.
En 2019 jugó la Copa Asiática 2019 a las órdenes del técnico sueco Sven-Göran Eriksson junto a los españoles nacionalizados filipinos Javier Patiño y Álvaro Silva.
Disputó un total de 51 partidos y anotó 4 goles con la selección de fútbol de Filipinas.

## Clubes
| Club                      | País      | Año       |
| ------------------------- | --------- | --------- |
| Cádiz C. F. "B"           | España    | 2007-2009 |
| Atlético Sanluqueño C. F. | España    | 2009-2010 |
| Racing Club Portuense     | España    | 2010-2011 |
| Global Cebu F. C.         | Filipinas | 2011-2014 |
| Ceres-Negros F. C.        | Filipinas | 2014-2020 |
| Chonburi F. C.            | Tailandia | 2020      |
| Terengganu F. C.          | Malasia   | 2021      |
| Johor Darul Takzim F. C.  | Malasia   | 2022      |
| Kelantan FA               | Malasia   | 2023      |
| PS Barito Putera          | Indonesia | 2023-2024 |
| One Taguig F. C.          | Filipinas | 2024-     |